# Iván Chistiakov
Iván Mijáilovich Chistiakov (en ruso: Иван Михайлович Чистяков; Otrubnevo, Imperio ruso, 14 de septiembrejul./ 27 de septiembre de 1900greg. - Moscú, Unión Soviética, 7 de marzo de 1979)  fue un líder militar soviético que combatió durante la Segunda Guerra Mundial y alcanzó el rango de coronel general (1944), ciudadano de honor de la ciudad de Pólatsk (1967) y Héroe de la Unión Soviética (1944).
Iván Chistiakov se unió al Ejército Rojo durante la guerra civil rusa y pasó de soldado ordinario a comandante subalterno. Sirvió en Daguestán durante la década de 1920 y principios de la de 1930 antes de ser trasladado al Lejano Oriente soviético, donde comandó un cuerpo. A finales de 1941, cuando estalló la operación Barbarroja, fue transferido al Frente Oriental y obtuvo el mando de una división y posteriormente de un cuerpo durante la batalla de Moscú. Estuvo al mando del 21.º Ejército durante la batalla de Stalingrado y continuó al mando durante el resto de la guerra como el 6.º Ejército de la Guardia. Dirigió el ejército en la batalla de Kursk y fue nombrado Héroe de la Unión Soviética por su liderazgo del ejército durante la operación Bagration. 
Después del final de la guerra en Europa, fue trasladado al Lejano Oriente nuevamente para servir como comandante del 25.° Ejército, que en agosto de 1945, durante la invasión soviética de Manchuria, ocupó Corea del Norte. Después de la guerra, asumió varios puestos de mando del ejército, antes de terminar su carrera en la inspección de las Fuerzas Terrestres en la década de 1960.

## Biografía

### Infancia y juventud
Iván Chistiakov nació en el seno una familia de clase trabajadora el 27 de septiembre de 1900 en el pueblo de Otrubnevo, vólost de Slavkovskoy, uyezd de Kashin, gobernación de Tver, en aquella época parte del Imperio ruso (actualmente situado en el óblast de Tver en Rusia).
Durante la guerra civil rusa se unió voluntariamente al Ejército Rojo el 1 de mayo de 1918, sirviendo como soldado raso y posteriormente como comandante subalterno en el 1er Regimiento de Voluntarios de Tula. Con el regimiento, participó en la represión del levantamiento campesino en la gobernación de Tula en julio de 1918, y desde noviembre luchó contra las fuerzas blancas de Antón Denikin y Piotr Krasnov en la gobernación de Vorónezh. Entre abril y julio de 1919 estuvo de licencia por enfermedad antes de ser nombrado militar del Ejército Rojo en el 11.º Batallón de Reserva en Saratov. Estudió en la Escuela de Ametralladoras de Comandantes en Saratov desde diciembre de 1919; la escuela fue transferida a Novocherkask en marzo de 1920. Después de graduarse en junio, fue enviado al 1.er Regimiento de Reserva de la Brigada de Reserva en Rostov del Don.
En agosto, fue transferido al 124.º Regimiento de Fusileros de la 14.ª División de Fusileros, sirvió sucesivamente con este último como asistente del comandante de pelotón, starshina del pelotón y comandante del pelotón. Con el regimiento, luchó como parte del  9.º Ejército en el Cáucaso Norte. Desde noviembre, el regimiento luchó en la represión del levantamiento del Imám Najmuddin Gotsinsky en Daguestán (noviembre de 1920 - mayo de 1921), participando en intensos combates cerca del aul de Aymaki y en la dirección de Botlikh.

### Período de entreguerras
Después de la guerra civil, fue asignado para acompañar al personal del Frente del Cáucaso durante la reubicación de este último de Rostov del Don a Tiflis en mayo de 1921, y luego fue transferido para convertirse en comandante de pelotón con la 1.ª Brigada de Daguestán, estacionada en Temir-Khan-Shura a finales de junio.
Posteriormente, la brigada se reorganizó como regimiento y se convirtió en el 37.° Regimiento de Fusileros de la 13.° División de Fusileros de Daguestán en julio de 1922, sirvió con esta última durante aproximadamente quince años, como comandante de pelotón, jefe del destacamento de ametralladoras del regimiento, compañía de ametralladoras comandante, comandante de batallón de ametralladoras y asistente del comandante de regimiento para el personal. Durante este período, fue enviado repetidamente a varios cursos de perfeccionamiento de comandantes: entre junio y julio de 1922, realizó los cursos de actualización de los comandantes de la 13.º División de Fusileros, el departamento de actualización de los comandantes de nivel medio en la Escuela de Infantería Vladikavkaz, entre septiembre de 1924 y agosto de 1925, entrenamiento con ametralladoras en el campo de pruebas de Kuskovo y entre noviembre de 1929 y mayo de 1930 realizó el curso de capacitación «curso Vystrel» (en ruso, Курсы «Выстрел»), el cual tenía un plan de estudios de un año para capacitar a personal político y de mando a nivel de batallón y regimiento para el brazo de fusileros (infantería) del Ejército Rojo .
En 1935 fue ascendido a mayor, antes de ser enviado al Extremo Oriente en agosto de 1936 para servir como jefe del primer departamento de personal de la 92.º División de Fusileros del Ejército Especial Bandera Roja del Lejano Oriente. En diciembre de 1936, asumió, de forma provisional, el mando del 275.º Regimiento de Fusileros de la división, puesto que se hizo permanente en enero de 1938. En 1938, fue ascendido a Polkovnik (coronel).
Después de comandar la 105.º División de Fusileros del 1.er Ejército Independiente Bandera Roja desde junio de 1938, Chistiakov se desempeñó temporalmente como comandante asistente del 39.º Cuerpo de Fusileros, a partir de julio de 1939. Se convirtió en jefe de la Escuela de Infantería de Vladivostok en febrero de 1940, luego comandó el 39.º Cuerpo de Fusileros desde marzo de 1941. Este último fue transferido al recién formado 25.º Ejército en junio.

### Segunda Guerra Mundial
Después de la invasión alemana de la Unión Soviética, Iván Chistiakov permaneció al mando del 39.º Cuerpo de Fusileros en el Lejano Oriente, cubriendo la frontera soviético-manchú en el Krai de Primorie.
Fue enviado al frente occidental en noviembre de 1941, y nombrado comandante de la 64.ª Brigada Independiente de Fusileros, en enero de 1942 pasó al mando de la 8.ª División de Fusileros de la Guardia. El 17 de enero de 1942 fue ascendido a mayor general. Chistyakov dirigió ambas unidades durante la Batalla de Moscú y en abril de 1942 tomó el mando del 2.º Cuerpo de Fusileros de la Guardia, parte del Frente del Noroeste y luego del Frente de Kalinin. Durante la Ofensiva de Toropets-Jolm, al sur del Lago de Ládoga, el cuerpo avanzó hasta 200 kilómetros en duras condiciones invernales como parte del 3.er Ejército de Choque. Fue nombrado comandante del 1.er Ejército de Guardias del Frente del Don en septiembre, pero rápidamente fue transferido al mando del 21.º Ejército en octubre.
Chistiakov dirigió el 21.º Ejército en la Batalla de Stalingrado, y fue ascendido a teniente general el 18 de enero de 1943. El ejército se convirtió en el 6.º Ejército de la Guardia por sus heroicas acciones en la batalla; lo comandaría durante el resto de la guerra en Europa. A lo largo de 1943 dirigió al ejército en la Batalla de Kursk, durante el avance soviético en la parte oriental de Ucrania, hasta el río Dniéper y en la batalla del Dnieper. El 28 de junio de 1944, Chistiakov fue ascendido a coronel general.
Durante la Operación Bagration en junio y principios de julio, el ejército derrotó decididamente a las fuerzas alemanas estacionadas cerca de la ciudad de Nével. Por el «hábil mando» de su ejército y por demostrar «valor personal y heroísmo» en estas operaciones, fue nombrado Héroe de la Unión Soviética el 22 de julio de 1944. Posteriormente, durante el resto de 1944, participó en la reconquista de los estados bálticos, integrado en el Primer Frente Báltico al mando del general del ejército Iván Bagramián. Chistiakov dirigió el 6.º Ejército de la Guardia en la Ofensiva de Šiauliai, la Ofensiva de Riga y finalmente en la Ofensiva de Memel en el curso de esta batalla el Ejército Rojo cercó a los restos del Grupo de Ejército Norte (posteriormente llamado Grupo de Ejército Curlandia) en la península de Curlandia. A partir de ese momento y hasta el final de la guerra, las tropas del 6.º Ejército de la Guardia, junto con otras unidades del Segundo Frente Báltico, mantuvieron el bloqueo y lucharon para destruir a las tropas alemanas cercadas en la Bolsa de Curlandia.

#### Invasión soviética de Manchuria

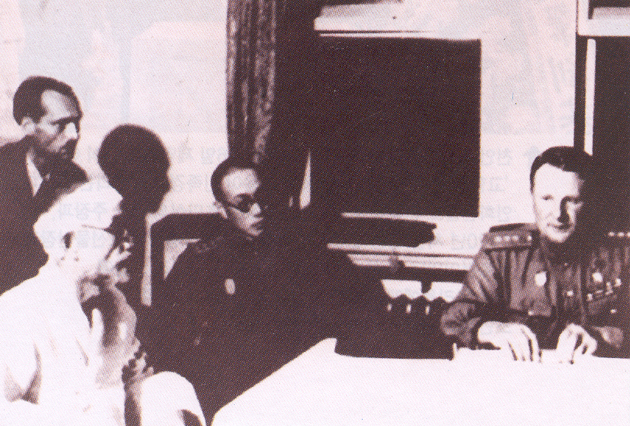
Acto de rendición del 5.° Ejército japonés estacionado en Corea del Norte el 18 de agosto de 1945 en Pionyang.

En junio de 1945 fue nombrado Comandante del 25.º Ejército en el Lejano Oriente. Con el comienzo de la invasión soviética de Manchuria, el ejército avanzó con éxito como parte del 1.er Frente del Lejano Oriente comandado por el mariscal Kirill Meretskov, participando en la operación ofensiva Harbin-Girin. A finales del 10 de agosto, las tropas del ejército habían superado la zona de defensa táctica del Ejército japonés de Kwantung y capturado tres áreas fortificadas: Dongin, Dunxinchzhen y Hunchun, cada una de las cuales había estado en construcción durante varios años. El 11 de agosto, el ejército capturó las ciudades de Laoheishan y Hunchun, y desde el 12 de agosto, en cooperación con la Flota del Pacífico, desarrolló una ofensiva a lo largo de la costa este de Corea. En los días siguientes, las tropas del ejército derrotaron a parte de los 3.º y 34.º ejércitos japoneses y liberaron las ciudades y puertos de Wangqing (15 de agosto), Seishin (16 de agosto), Ranan y Yanji (17 de agosto) y otros.
El 18 de agosto cesó la resistencia organizada del ejército japonés (aunque algunas unidades resistieron hasta los últimos días de la guerra), el 25.º Ejército desarmó a las tropas japonesas que se rendían y las unidades de vanguardia avanzaron hacia la zona de Pionyang.

## Posguerra

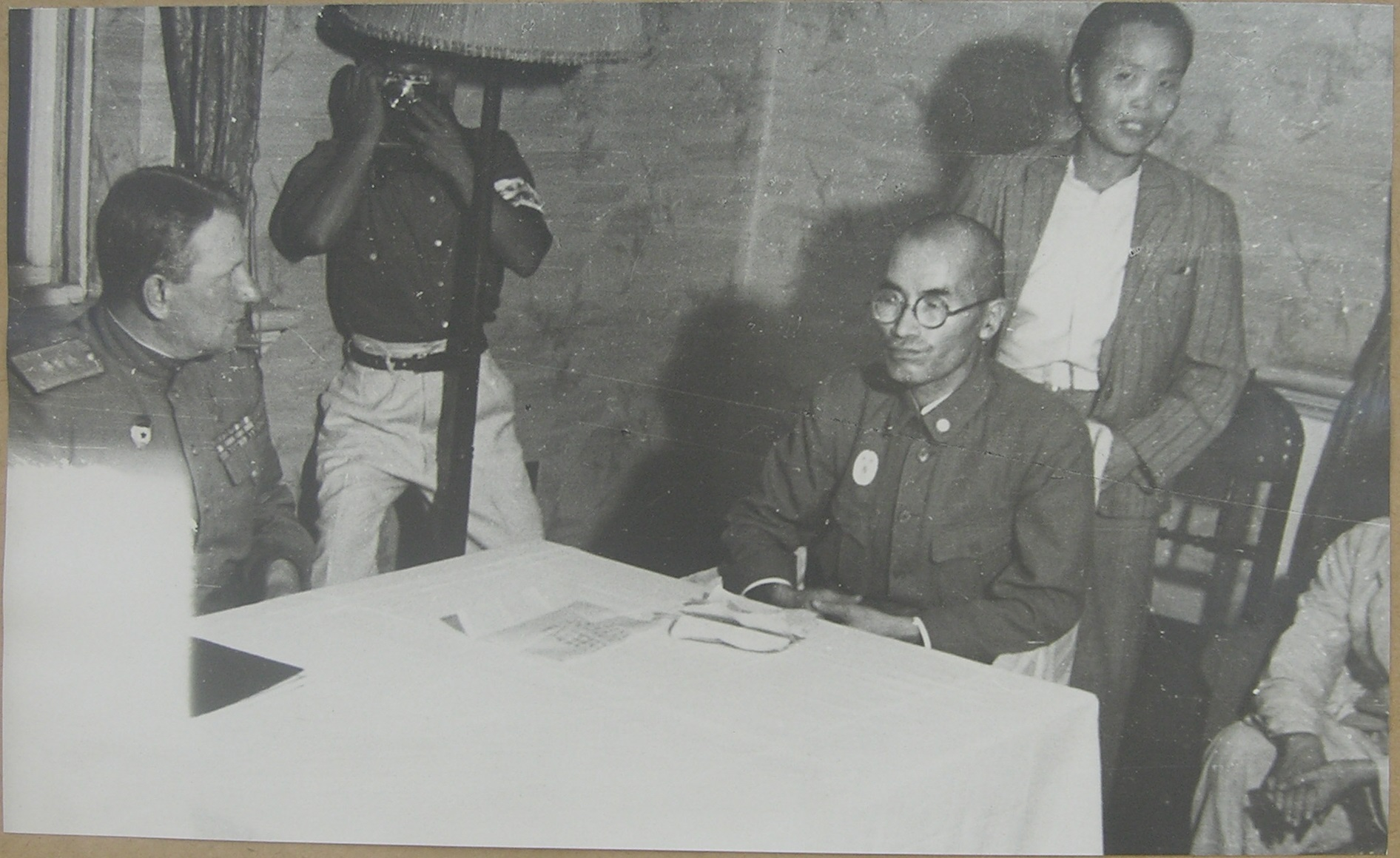
Escena de la transferencia de poder: En el hotel ferroviario la noche del 26 de agosto de 1945, el general Iván Chistiakov, comandante del 25.º Ejército, a la izquierda, recibiendo la transferencia del poder administrativo del gobernador de la provincia de Pyongan del Sur, Kanehide Furukawa, a la izquierda.

Después de la guerra, continuó al mando del 25.º Ejército del Distrito Militar de Primorski en el Lejano Oriente (las principales fuerzas del ejército estaban ubicadas en Corea del Norte). De febrero de 1947 a abril de 1948 fue Comandante del 5.º Ejército del Distrito Militar del Lejano Oriente (cuartel general en Ussuriisk).
En 1949 se graduó de los Cursos Académicos Superiores de la Academia Militar del Estado Mayor Voroshilov. Desde abril de 1948 fue Comandante del 28.º Ejército en el Distrito Militar de Bielorrusia y a partir de diciembre de 1953, estuvo al mando del 8.º Ejército de Guardias en el Grupo de Fuerzas Soviéticas en Alemania. Desde septiembre de 1954, fue Primer Subcomandante de las Tropas del Distrito Militar de Transcaucasia. En julio de 1957, fue nombrado inspector general de la Inspección de las Fuerzas Terrestres de la Inspección Principal del Ministerio de Defensa de la URSS.
En julio de 1968, Iván Mijailovich Chistiakov se retiró del ejército. Fue vicepresidente de la Sociedad de Amistad Soviético-Coreana, miembro del presídium del Comité Soviético de Veteranos de Guerra, presidente del comité para perpetuar la memoria de los soldados caídos, encabezó el Consejo de Veteranos del 6.º Ejército de Guardias. Después de la guerra fue diputado de la II (1946-1950) y la IV (1954-1958) convocatorias del Sóviet Supremo de la Unión Soviética.
Murió en Moscú el 7 de marzo de 1979, y fue enterrado con todos los honores militares, en el cementerio Novodévichi (sitio 7).

## Familia
Su esposa fue Elena Kononovna Chistiakova (1915-1985), veterana de la Gran Guerra Patria, teniente primero de contrainteligencia.

## Promociones
- Mayor (1935);
- Coronel (1938);
- Mayor general (17 de enero de 1942);
- Teniente general (18 de enero de 1943);
- Coronel general (28 de junio de 1944).[11]

## Condecoraciones

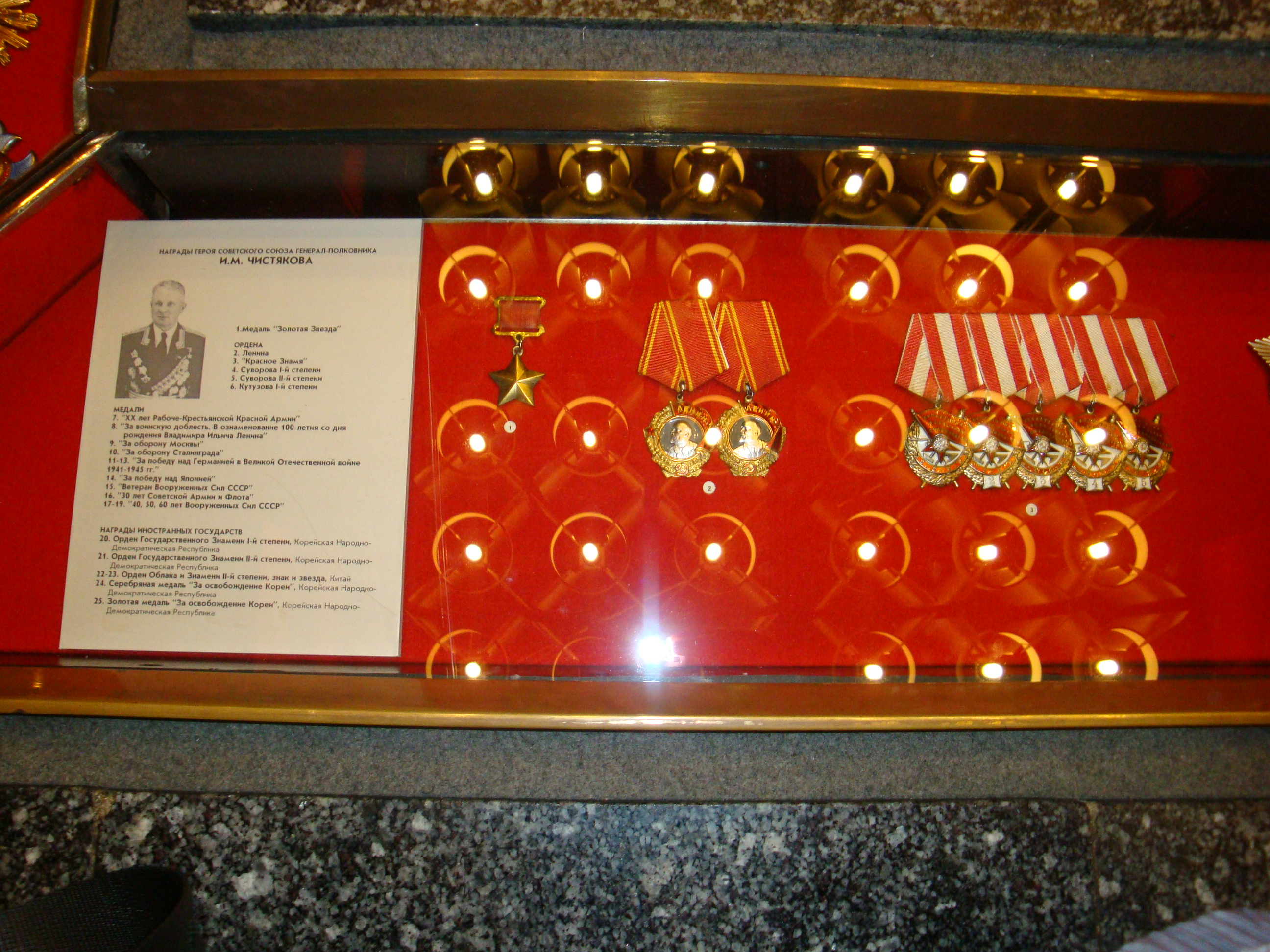
Condecoraciones de Iván Chistiakov en el Museo de la Batalla de Stalingrado

A lo largo de su carrera militar, Iván Chistiakov  recibió las siguientes condecoraciones soviéticas:
Unión Soviética

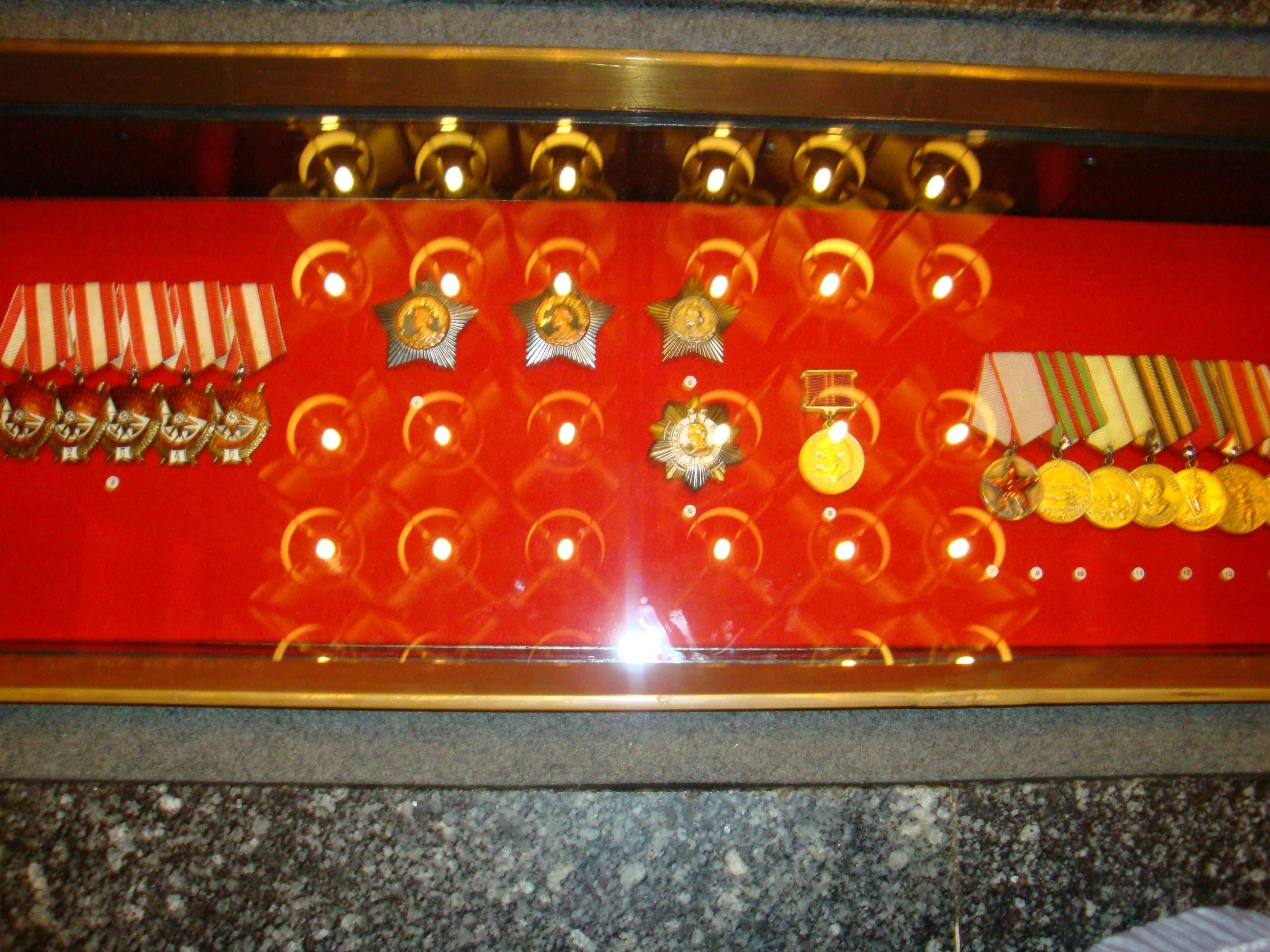
Condecoraciones de Iván Chistiakov en el Museo de la Batalla de Stalingrado

- Héroe de la Unión Soviética (N.º 4159; 22 de julio de 1944)
- Orden de Lenin, dos veces (22 de julio de 1944, 21 de febrero de 1945)
- Orden de la Bandera Roja, cinco veces (12 de abril de 1942, 3 de noviembre de 1944, ...)
- Orden de Suvórov de 1.er grado, dos veces (28 de enero de 1943, 8 de septiembre de 1945)
- Orden de Suvórov de 2.do grado (29 de junio de 1945)
- Orden de Kutúzov de 1.er grado, dos veces (27 de agosto de 1943, ...)
- Medalla de veterano de las Fuerzas Armadas de la URSS
- Medalla por la Defensa de Moscú
- Medalla por la Defensa de Stalingrado
- Medalla Conmemorativa por el Centenario del Natalicio de Lenin
- Medalla por la Victoria sobre Alemania en la Gran Guerra Patria 1941-1945
- Medalla Conmemorativa del 20.º Aniversario de la Victoria en la Gran Guerra Patria de 1941-1945
- Medalla Conmemorativa del 30.º Aniversario de la Victoria en la Gran Guerra Patria de 1941-1945
- Medalla por la Victoria sobre Japón
- Medalla del 20.º Aniversario del Ejército Rojo de Obreros y Campesinos
- Medalla del 30.º Aniversario de las Fuerzas Armadas de la URSS
- Medalla del 40.º Aniversario de las Fuerzas Armadas de la URSS
- Medalla del 50.º Aniversario de las Fuerzas Armadas de la URSS
- Medalla del 60.º Aniversario de las Fuerzas Armadas de la URSS

Otros países
- Orden de la Bandera Nacional de 1.er y 2.do grado (Corea del Norte)
- Medalla por la Liberación de Corea (Corea del Norte)
- Orden de la Nube y el Estandarte (República de China)

## Ensayos y artículos
Iván Chistiakov  es autor de varios libros y artículos sobre su experiencia en la Segunda Guerra Mundialː
- Chistiakov Iván M. (1985) - Servimos a la Patria. - Moscú, URSS. Publicaciones militares.
- Chistiakov Iván M. (1971) - Por orden de la Patria. - Moscú.
- Chistiakov Iván M. (1973) - Valiant 21st // Batalla de Stalingrado 4.º edición. - Volgogrado: Editorial de libros Nizhne - Volzhsky.